# NGC 3404
NGC 3404 = IC 2609 ist eine Balken-Spiralgalaxie vom Hubble-Typ SBab im Sternbild Wasserschlange am Südsternhimmel. Sie ist schätzungsweise 198 Millionen Lichtjahre von der Milchstraße entfernt und hat einen Durchmesser von etwa 125.000 Lichtjahren.

Im selben Himmelsareal befinden sich unter anderem die Galaxien NGC 3402, NGC 3421, NGC 3422, IC 652.
Die Supernova SN 2008bt (Typ Ia) und der SN-Kandidat NAME PS 15afa (Typ II?) wurden hier beobachtet.
Das Objekt wurde im Jahr 1880 von dem britischen Astronomen Andrew Ainslie Common entdeckt.